# 邁阿密馬林魚
邁阿密馬林魚是一支位於佛羅里達州邁阿密的美國職棒大聯盟球隊，隸屬國家聯盟東區。該球隊於1993年成立，主場為龍帝霸公園球場。他們一共獲得2次世界大賽冠軍，第1座世界大賽冠軍是1997年，第2座於2003年獲得。比較特別的是隊史上除去這兩年外只有2020年進入季後賽，且皆是以外卡資格，從未以國聯東區冠軍資格進入，並且前兩次進季後賽都順利獲得世界大賽冠軍，第三次是以外卡進入季後賽但止步於第二輪。
球隊的顯明標誌兼吉祥物為旗魚（大西洋藍槍魚）。

## 歷史
1990年3月7日，百事達公司執行長Wayne Huizenga宣布購買15％邁阿密海豚及50％海豚球場的股權，兩筆交易估計為3000萬美金。在交易後，由於大聯盟有意擴充球隊數量，Huizenga計畫在這裡建立一個棒球隊。經過數月的時間，大聯盟宣布在國家聯盟增加兩個新的球隊，其一即為馬林魚。至於球隊地點有兩個方案，一個是在奧蘭多，另一個則是在坦帕灣，最後決定為命名爲佛羅里達馬林魚。

馬林魚的主場和美式足球邁阿密海豚共用海豚球場，這個球場在共用19年以後，則於2011年結束，馬林魚在小哈瓦那（Little Havana）設立新的主場馬林魚棒球場（又名龍帝霸公園球場），於2012年啟用，同時球隊將改變他們的隊名和制服，新的隊名為邁阿密馬林魚（Miami Marlins）。

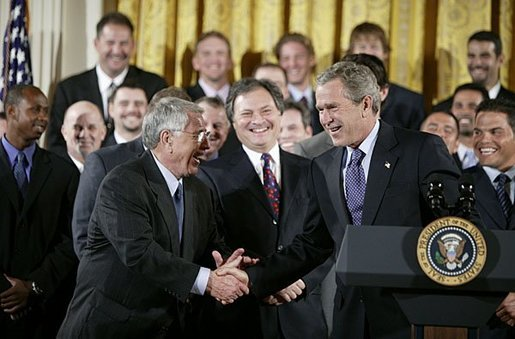
2003年獲得世界大賽冠軍的馬林魚，於白宮獲得當時的總統喬治·沃克·布希接見。

以前所使用的球衣

馬林魚隊史上，共獲得兩次世界大賽冠軍（1997年及2003年）、兩次國家聯盟冠軍（1997年及2003年），這兩次的季後賽，皆以外卡資格進入，隊史上從未以國聯東區冠軍資格進入季後賽（擴充球隊裡面獲得兩次冠軍的還有紐約大都會及多倫多藍鳥）。
馬林魚於球隊第5個球季（1997年）即獲得世界大賽冠軍，但隔年的戰績卻是令人失望的54勝108敗，分區排名墊底，這一年也是隊史唯一一次破百敗的球季。在這次百敗之後的隔年1999年，Huizenga以1.58億美金將馬林魚賣給約翰·亨利。1999年的大聯盟選秀會上，馬林魚於第2順位選進來自德州的賈許·貝基特，2002年，亨利以1.585億美金將馬林魚賣給Jeffrey Loria，其中3850萬美金是跟大聯盟以無利息方式借貸，亨利之後則買下波士頓紅襪。
新老闆Loria上任以後，開始重建球隊。在這期間，球隊有幾位出眾的球員，如Juan Pierre、卡爾·帕瓦諾及唐崔利·威利斯，不過馬林魚2002年的戰績不到五成勝率。
2003年球季初期，馬林魚雖然準備加入競爭行列，但戰績並不理想，總教練Jeff Torberg被解雇，並雇用Jack McKeon為新的總教練。這個交易讓球隊有了不一樣的改變，之後戰績開始突飛猛進，最後順利以外卡資格進入季後賽，並一路挺進世界大賽擊敗紐約洋基獲得冠軍。
2005年感恩節，馬林魚將2003年獲得世界大賽最有價值球員獎貝基特及深受球迷喜愛的麥克·洛威爾交易到紅襪，獲得了亨利·拉米瑞茲及Anibal Sanchez。在這交易之後的兩年期間（2006年、2007年），馬林魚的勝率不到五成。
在2005年－2007年，球隊共換過3位不一樣的總教練，包括McKeon、喬·吉拉迪及Fredi Gonzalez。球隊只有在2008年及2009年勝率才再度達到五成以上。
2011年，馬林魚原先的總教練Edwin Rodríguez因戰績不佳而請辭總教練的位子，馬林魚找回當時在2003年世界大賽冠軍總教練Jack McKeon，最後以40勝50敗作收，而馬林魚戰績最後以72勝90敗拿下國家聯盟東區第五名。
2012年，因要搬到邁阿密的新球場馬林魚棒球場，所以改隊名為「邁阿密馬林魚」，總教練職位找來曾經幫助白襪拿下2005年世界大賽冠軍的Ozzie Guillén來擔任馬林魚總教練。
馬林魚雖然季前補強何塞·雷耶斯、希斯·貝爾、卡洛斯·桑布拉諾和他的愛將馬克·伯爾利，最終還是無法提升戰績，以69勝93敗在國聯東區墊底，加上跟馬林魚簽下四年合約的Ozzie Guillén執掌兵符一年就被球團開除，由馬林魚1A的總教練Mike Redmond執掌兵符。
馬林魚打出開季16勝22敗戰績後，球團宣布總教練Mike Redmond與板凳教練Rob Leary遭開除的消息，預計週二(19日)當地時間上午宣布繼任人選。
馬林魚正式宣布，雇用前道奇總教練丹·馬丁利擔任2016年球季的總教練。
2017年8月，謝爾曼領導了一個商業集團，包括麥可·喬丹和德瑞克·基特，他們以12億美元的價格從Jeffrey Loria手中購買邁阿密馬林魚。 謝爾曼目前是該組的控制所有者。而入主球團後，前洋基隊長就開始加速馬林魚換血。
2017年12月7日，馬林魚將迪伊·史特蘭吉-高登和100萬美元的國際球員簽約金送給水手，換得三名小聯盟球員；兩天後，馬林魚交易賈恩卡洛·斯坦頓和3000萬美元的合約，從紐約洋基得到史達林·卡斯楚和2個小聯盟新秀；12月14日，馬林魚將馬歇爾·歐祖納交易給聖路易紅雀，換來4位小聯盟新秀。2018年1月25日，馬林魚將克里斯蒂安·葉力奇交易到密爾瓦基釀酒人，換來4名新秀。
馬林魚近來大手筆出清陣中主力，引來還沒被送走的中外野手克里斯蒂安·葉力奇、捕手J·T·瑞爾穆托也高喊「賣我」，甚至連之前曾參與過小熊和洋基的重建工程，後來被送到邁阿密的史達林·卡斯楚都不想待在馬林魚。
2020年9月26日，馬林魚在例行賽以4：3擊敗紐約洋基之後，確定取得季後賽門票。這是馬林魚在2003年拿下世界大賽冠軍之後，17年來首度晉級季後賽，更讓人難以置信的是馬林魚在2019年吞下105敗，是30隊中戰績最差，而且因為疫情影響開季，馬林魚陣中還有18位確診球員。馬林魚第一輪以2:0擊敗芝加哥小熊後，在第二輪以0:3敗給亞特蘭大勇士。
2022年9月25日，丹·馬丁利在球隊執教七年後球團不再續約，將尋找新任總教練。61歲的馬丁利在大聯盟執教12年，目前累計437勝也是馬林魚隊史最多勝紀錄，不過勝率不到四成三，也只打過一次季後賽。
2022年10月26日，馬林魚2023年將更換總教練，由2度世界大賽冠軍得主，前紅雀外野手舒馬克（Skip Schumaker）接任，也宣告馬丁利（Don Mattingly）時代正式結束。

## 棒球名人堂球員
- 24號 托尼·佩雷斯（英语：Tony Pérez），Manager 2001年

## 退休號碼
- 42號 傑基·羅賓森（美國職棒大聯盟所有球隊皆退休此背號）

## 歷年戰績
| 年份   | 隊名           | 勝敗   | 勝率 | 名次          | 季後賽成績 |
| ------ | -------------- | ------ | ---- | ------------- | --- |
| 1993年 | 佛羅里達馬林魚 | 64-98  | .395 | 國聯東區第六  | |
| 1994年 | 佛羅里達馬林魚 | 51-64  | .443 | 國聯東區第五  | |
| 1995年 | 佛羅里達馬林魚 | 67-76  | .469 | 國聯東區第四  | |
| 1996年 | 佛羅里達馬林魚 | 80-82  | .494 | 國聯東區第三  | |
| 1997年 | 佛羅里達馬林魚 | 92-70  | .568 | 國聯東區第二# | 國聯分區賽以3勝0負擊敗舊金山巨人 國聯冠軍賽以4勝2負擊敗亞特蘭大勇士 贏得世界大賽冠軍（以4勝3負擊敗克里夫蘭印地安人隊） |
| 1998年 | 佛羅里達馬林魚 | 54-108 | .333 | 國聯東區第五  | |
| 1999年 | 佛羅里達馬林魚 | 64-98  | .395 | 國聯東區第五  | |
| 2000年 | 佛羅里達馬林魚 | 79-82  | .491 | 國聯東區第三  | |
| 2001年 | 佛羅里達馬林魚 | 76-86  | .469 | 國聯東區第四  | |
| 2002年 | 佛羅里達馬林魚 | 79-83  | .488 | 國聯東區第四  | |
| 2003年 | 佛羅里達馬林魚 | 91-71  | .562 | 國聯東區第二# | 國聯分區賽以3勝1負擊敗舊金山巨人 國聯冠軍賽以4勝3負擊敗芝加哥小熊 贏得世界大賽冠軍（以4勝2負擊敗紐約洋基隊）           |
| 2004年 | 佛羅里達馬林魚 | 83-79  | .512 | 國聯東區第三  | |
| 2005年 | 佛羅里達馬林魚 | 83-79  | .512 | 國聯東區第三  | |
| 2006年 | 佛羅里達馬林魚 | 78-84  | .481 | 國聯東區第四  | |
| 2007年 | 佛羅里達馬林魚 | 71-91  | .438 | 國聯東區第五  | |
| 2008年 | 佛羅里達馬林魚 | 84-77  | .522 | 國聯東區第三  | |
| 2009年 | 佛羅里達馬林魚 | 87-75  | .537 | 國聯東區第二  | |
| 2010年 | 佛羅里達馬林魚 | 80-82  | .494 | 國聯東區第三  | |
| 2011年 | 佛羅里達馬林魚 | 72-90  | .444 | 國聯東區第五  | |
| 2012年 | 邁阿密馬林魚   | 69-93  | .426 | 國聯東區第五  | |
| 2013年 | 邁阿密馬林魚   | 62-100 | .383 | 國聯東區第五  | |
| 2014年 | 邁阿密馬林魚   | 77-85  | .475 | 國聯東區第三  | |
| 2015年 | 邁阿密馬林魚   | 71-91  | .475 | 國聯東區第三  | |
| 2016年 | 邁阿密馬林魚   | 79-82  | .491 | 國聯東區第三  | |
| 2017年 | 邁阿密馬林魚   | 77-85  | .475 | 國聯東區第二  | |
| 2018年 | 邁阿密馬林魚   | 63-98  | .391 | 國聯東區第五  | |
| 2019年 | 邁阿密馬林魚   | 57-105 | .352 | 國聯東區第五  | |
| 2020年 | 邁阿密馬林魚   | 31-29  | .517 | 國聯東區第二# | 外卡系列賽以2勝0敗擊敗芝加哥小熊 國聯分區賽以0勝3敗敗給亞特蘭大勇士                                                    |
| 2021年 | 邁阿密馬林魚   | 67-95  | .416 | 國聯東區第四  | |
| 2022年 | 邁阿密馬林魚   | 69-93  | .426 | 國聯東區第四  | |
| 2023年 | 邁阿密馬林魚   | 84-78  | .519 | 國聯東區第三# | 外卡系列賽以0勝2敗敗給費城費城人                                                                                       |
| 2024年 | 邁阿密馬林魚   | 62-100 | .383 | 國聯東區第五  | |

#以外卡資格進入季後賽

†2024年9月30日

## 附屬小聯盟球隊
- AAA: 傑克遜維爾巨蝦 (Jacksonville Jumbo Shrimp ), 太平洋岸联盟 (Pacific Coast League)
- AA: 傑克遜維爾太陽(Jacksonville Suns), 南方联盟 (Southern League)
- 高级A：丘比特榔头 (Jupiter Hammerheads), 佛羅里達联盟 (Florida State League)
- A: 格林斯波罗蚱蜢 (Greensboro Grasshoppers), 南大西洋联盟 (South Atlantic League)
- 短A： 詹姆斯镇扰乱者  (Jamestown Jammers), 纽约─宾州联盟 (New York-Penn League)
- 新秀：湾岸马林鱼 (Gulf Coast Marlins), 湾岸联盟 (Gulf Coast League)
- 新秀：VSL马林鱼 (VSL Marlins Universidad), (Venezuelan Summer League)

## 外部連結
- 邁阿密馬林魚官方網站 （页面存档备份，存于）（英文）
- 邁阿密馬林魚的Facebook專頁
- 邁阿密馬林魚的Instagram帳戶
- 邁阿密馬林魚的X（前Twitter）
- YouTube上的邁阿密馬林魚頻道

| 獎項                       | 獎項                   | 獎項                       |
| -------------------------- | ---------------------- | -------------------------- |
| 前任： 紐約洋基 安那罕天使 | 世界大赛冠军 1997 2003 | 繼任： 紐約洋基 波士頓紅襪 |